# 野村昌之
野村 昌之（のむら まさゆき）は、日本のレコーディング・ミキシングエンジニア。ビーイングの関連会社有限会社JCUの代表取締役。

## 概要
レコーディング・ミキシングエンジニア
主にビーインググループ所属のアーティストのレコーディング・ミキシングエンジニアとして活動。BLIZARD、渚のオールスターズ、B'z、ZARDなどのアーティストのレコーディングを手がけた。趣味のバイクを通じて特に稲葉浩志との関わりあいが深い。
COOL CITY PRODUCTION
若手編曲者を集めた音楽グループCOOL CITY PRODUCTION・Cool City Production（クールシティプロダクション、略称：CCP）を創設し、代表を務める。ビーインググループのアーティストの楽曲をリミックスしたアルバムなどを制作。
レコーディングスタジオ
使用スタジオは、studio BIRDMAN（スタジオバードマン）。ZARD（坂井泉水）のPVでレコーディング風景の映像が映しだされているスタジオ。
有限会社JCU
ビーインググループ所属のアーティストのライブ会場の設営や各種イベントの設営をする運送会社「有限会社JCU」の代表を務める。創業1968年（昭和43年）。

## こぼれ話
- 高崎晃によると、野村はスティーヴィー・ワンダーの大ファンで、そうした音楽のエンジニアを目指していたが、1982年4月10日のLOUDNESSの日比谷野外音楽堂公演で大音量でコンサートを行った事で、近隣住民からのクレームが殺到した事による出入り禁止の伝説を作ったエンジニアとして知れ渡った事から、しばらくの間ヘヴィメタル関連の仕事ばかり舞い込んできて困っていたという[2]。

## 作品
- 超時空コロダスタン旅行記
  - 三宅裕司と戸川純とのデュエット曲「月世界旅行」。
  - ニッカウヰスキー「マイルドニッカ」（1984年）CM楽曲。
- サンシャイン デイズ
  - TVドラマ版（2007年、テレビ神奈川、ポニーキャニオン）
  - 劇場版（2008年、ポニーキャニオン）
  - サウンドトラックCD「SUNSHINE DAYS Special Edition」（2007年5月21日）
- COOL CITY PRODUCTION - ※vol.5以降は「Cool City Production」と表記。
  - vol.1 PARTY IN A HOUSE（2001年3月7日、TCR-007）
  - vol.2 Mai-K Re-Mix（2001年8月18日、TBR-8001）
  - vol.3 Mai-K's club side（2002年4月24日、TCR-009）
  - vol.4 Mai-K“Feel fine!”Remixes and Movie（2002年10月23日、TCR-011）
  - vol.5 RINA AIUCHI REMIXES（2003年7月30日、GZCA-5032）
  - vol.6 ZARD 〜WHAT RARE TRACKS!〜（2004年3月2日、TCR-018）
  - vol.6 ZARD 〜WHAT RARE TRACKS!〜 Second Edit（2004年4月30日、TCR-022）
  - vol.6 ZARD 〜WHAT RARE TRACKS!〜 ZARD Edit（2004年11月、FC「WEZARD」会員限定非売品）
  - vol.7 UK sweet〜Utoku Keiko〜（2004年7月7日、TCR-024）
  - vol.8 GARNET CROW REMIXES（2005年1月21日、TCR-024）
- Cool City Production 1st Vinyl（TJR-009）
- CCP presents hillsパン工場café
  - vol.1（2002年12月21日、TCR-012）
  - vol.2（2004年4月14日、TCR-019）

### アーティスト
- 愛内里菜
- 宇徳敬子
- 大黒摩季
- GARNET CROW
- 川島だりあ
- 倉木麻衣
- 小松未歩
- ZARD
- TUBE
- 渚のオールスターズ
- BLIZARD
- 浜田麻里
- B'z
- LOUDNESS
- WANDS

など

## 出演
- クローズアップ現代「時代を励ました歌〜ZARD 坂井泉水さんが遺したもの〜」（2007年6月18日、NHK総合）
- 松本孝弘（B'z） BEAT ZONE（TOKYO FM）